# BT-SV
BT-SV ( Bystrohodny Tank-Stalin Voroshilov ) byl experimentální sovětský lehký tank. V roce 1936 sovětský inženýr Tsiganov navrhl nový rychlý (BT) lehký tank založený na BT-7. Návrh měl zahrnovat šikmé pancéřování podobné tanku T-34, který se v té době také vyvíjel, a převodovku identickou s BT-7. Pancíř byl nakloněn v úhlu asi 15°–58°. Mohlo by to chránit tank před 45mm náboji. Postaveny byly pouze dva prototypy, oba byly testovány v terénu. Vozidlo se nikdy nedostalo do sériové výroby a zdroje se místo toho soustředily na výrobu středního tanku T-34. Veškeré práce na tomto projektu byly opuštěny, když byl konstruktér Tsiganov zatčen během čistek v roce 1938.

## Popis
Hlavním rozdílem BT-SV od BT-7 byla konstrukce pancéřového trupu, jehož plechy byly umístěny ve velkých úhlech sklonu (15°–58°). Příď měla stejnou šířku jako celé tělo. Díky tomu byla přední trubka a držáky tanku BT-7 zbytečné. Odpružení předních silničních kol bylo podobné jako u ostatních, ale s pružinovým sklonem dozadu v úhlu 38°. Tělo BT-SV nemělo vůbec žádné vyčnívající části, s výjimkou krytek pružin vertikálního zavěšení. Všechny horní, spodní a rohové pláty trupu byly odnímatelné a připevněné šrouby. Aby pancéřový uzávěr podvozku získal větší tuhost, byly mezi spodním okrajem plachty a vnitřní stěnou trupu umístěny speciální propojky (tři na každé straně). Palivové nádrže byly umístěny po stranách nádrže. Záďová plynová nádrž BT-7 byla vyřazena; v důsledku toho byla ze šikmých plechů sestavena i záď nádrže. Systém chlazení motoru na rozdíl od BT-7 fungoval ve dvou režimech: bojový a cestovní. V bojové poloze byly žaluzie hermeticky uzavřeny ze sedadla řidiče a vzduch byl nasáván přes síťovinu zadních vzduchových kapes. Ve složené poloze bylo nasávání vzduchu provedeno bočními otevíracími žaluziemi. Po odfouknutí motoru vycházel ohřátý vzduch zadními žaluziemi. Věž BT-SV neměla výklenek, proto byla radiostanice přesunuta na příď korby, kde se nacházel čtvrtý člen posádky, radista. Trup BT-SV byl vyroben z běžných ocelových plechů o tloušťce 10–12 mm. Projekt skutečného brnění existoval ve dvou verzích. První počítal s použitím pancíře třídy FD o tloušťce 40–55 mm, které chránilo před 45 mm granáty na všechny vzdálenosti; druhý byl určen k ochraně proti střelám ráže 12,7 mm a předpokládal použití 20–25 mm pancíře značky IZ.